# Curetis baweana
Curetis baweana är en fjärilsart som beskrevs av Hans Fruhstorfer 1908. Curetis baweana ingår i släktet Curetis och familjen juvelvingar. Inga underarter finns listade i Catalogue of Life.